# Segurilla
Segurilla ist eine Gemeinde im Nordosten der Provinz Toledo in Spanien mit 1.378 Einwohnern (Stand: 2024). Die Einwohner von Segurilla nennen sich selbst Segurillanos oder Cagarraches.

## Lage
Mit einer Fläche von ca. 23 km² liegt es in einer Höhe von 600 m bis 670 m in den Ausläufern der Sierra de San Vicente.
Montesclaros grenzt im Norden und im Süden an die Universitätsstadt Talavera de la Reina und an Pepino, östlich liegt Cervera de los Montes und in unmittelbarer Nachbarschaft Mejorada im Westen. Der Ort ist durch den Fluss Guadyerbas begrenzt.

## Klima
In Segurilla herrscht ein kontinentales Klima mit extremen Temperaturen und starken Amplituden. Die Niederschläge sind sehr unregelmäßig und selten, meist im Herbst und Frühling konzentriert.

## Sehenswertes
La Atalaya de Segurilla, ein Beobachtungsturm mit 18 m Höhe, wurde im frühen 10. Jahrhundert während der Herrschaft von Abd ar-Rahman III. erbaut. Auf einem Hügel 623 Meter über dem Meeresspiegel bietet er einen weiten Blick auf den Fluss Tajo, die Montes de Toledo und Talavera de la Reina.